# Caribbean Queen
Singles de Billy Ocean
European Queen
(1984) Loverboy
(1984)
Pistes de Suddenly (en)
Mystery Lady
Caribbean Queen (No More Love On The Run) est une chanson du chanteur britannique Billy Ocean. Coécrite et produite par Keith Diamond, elle s'est classée première au Billboard américain en novembre 1984. Ce titre permet à Billy Ocean de remporter le Grammy Award de la meilleure prestation vocale R&B masculine. Il est le premier artiste britannique à l'obtenir dans cette catégorie.

## Histoire
Après avoir quitté Epic Records au début des années 1980, Billy Ocean signe chez Jive Records et fait équipe avec le producteur Keith Diamond. Ils coécrivent plusieurs chansons dont Caribbean Queen et enregistrent l'album Suddenly à New York.
Le titre original de la chanson est g.u, un acronyme familier qui désigne un californien tombant amoureux d'une new-yorkaise, mais pour sa sortie au Royaume-Uni durant l'été 1984, il est modifié en European Queen (No More Love On The Run). Malheureusement, la chanson passe complètement inaperçue. Pas découragé, Billy Ocean décide de sortir une version plus disco de la chanson et la rebaptise Caribbean Queen. Au studio, il laisse les couplets tels quels et réenregistre simplement les refrains. Un membre du label Jive Records lui propose également de sortir une troisième version intitulée African Queen.
Échaudée par l'échec britannique, Jive Records laisse de côté European Queen et préfère sortir Caribbean Queen aux États-Unis. Le succès est immédiat et permet à Billy Ocean de faire son entrée à la 85e position du classement américain des meilleures ventes de 45 tours, ce qui ne lui était pas arrivé depuis Love Really Hurts Without You en mai 1976. Douze semaines plus tard, la chanson atteint le sommet du classement, ce qui constitue une première pour Billy Ocean ainsi que pour son label, Jive Records. La chanson reste en tête des ventes pendant deux semaines consécutives.

## Récompenses
En 1985, Billy Ocean obtient pour cette chanson le Grammy Award de la meilleure prestation vocale R&B masculine.

## Classements et certifications

### Classements hebdomadaires
| Classement (1984–1985)              | Meilleure position |
| ----------------------------------- | ------------------ |
| Australie (Kent Music Report)       | 2                  |
| Canada (100 Singles)                | 1                  |
| Canada (Adult Contemporary)         | 8                  |
| Canada (CHUM)                       | 4                  |
| États-Unis (Billboard Hot 100)      | 1                  |
| États-Unis (Cash Box)               | 2                  |
| États-Unis (Hot Adult Contemporary) | 7                  |
| États-Unis (Hot Black Singles)      | 1                  |
| États-Unis (Hot Dance Club Play)    | 1                  |
| France (SNEP)                       | 23                 |
| Irlande (IRMA)                      | 7                  |
| Nouvelle-Zélande (RMNZ)             | 1                  |
| Pologne (Classements Singles)       | 30                 |
| Royaume-Uni (UK Singles Chart)      | 6                  |

| Classement (1984)                | Meilleure position |
| -------------------------------- | ------------------ |
| Afrique du Sud (Springbok Radio) | 7                  |

| Classement (1984–1985)                 | Meilleure position |
| -------------------------------------- | ------------------ |
| Allemagne (Media Control AG)           | 2                  |
| Autriche (Ö3 Austria Top 40)           | 20                 |
| Belgique (Flandre Ultratop 50 Singles) | 21                 |
| Belgique (Flandre VRT Top 30)          | 22                 |
| Italie (FIMI)                          | 38                 |
| Pays-Bas (Nederlandse Top 40)          | 15                 |
| Pays-Bas (Single Top 100)              | 21                 |
| Royaume-Uni (UK Singles Chart)         | 82                 |
| Suisse (Schweizer Hitparade)           | 3                  |

### Classements annuels
| Classement (1984)              | Position |
| ------------------------------ | -------- |
| Australie (Kent Music Report)  | 76       |
| Canada (Top 100 Singles)       | 30       |
| États-Unis (Billboard Hot 100) | 51       |
| États-Unis (Cash Box)          | 22       |

| Classement (1984)             | Position |
| ----------------------------- | -------- |
| Pays-Bas (Nederlandse Top 40) | 98       |
| Pays-Bas (Single Top 100)     | 100      |

### Certifications
| Pays              | Certification | Date              | Ventes certifiées |
| ----------------- | ------------- | ----------------- | ----------------- |
| Canada (CRIA)     | Or            | 1er février 1985  | 5 000             |
| États-Unis (RIAA) | Or            | 31 octobre 1984   | 500 000           |
| Royaume-Uni (BPI) | Argent        | 1er novembre 1984 | 200 000           |